# Cinemaximiliaan
Cinemaximiliaan is een Brussels project dat regelmatig filmvertoningen organiseert in asielcentra, bij mensen thuis, in hun eigen gebouw en in andere culturele instellingen. Cinemaximiliaan is ook een filmproductiehuis en organiseert verschillende workshops. Het hoofddoel van het project is nieuwkomers in België thuis te laten voelen en kansen te geven.

## Geschiedenis
Het is een initiatief dat startte in het Maximiliaanpark in 2015. Er kwamen dat jaar grote aantallen vluchtelingen naar België, waardoor een tentenkamp in het park ontstond. De oprichters Gwendolyn Lootens (beeldend kunstenaar en filmmaker)  en Gawan Fagard (filmtheoreticus en schrijver) begonnen met het projecteren van films in het park. Het vrijwilligersinitiatief ontpopte zich vervolgens tot onder andere een filmproductiehuis waarin nieuwkomers een kans krijgen om hun passie en talent uit te werken. Mensen uit alle hoeken van de wereld krijgen hier de kans om films en kortfilms te maken. Daarnaast organiseert Cinemaximiliaan ook workshops rond fotografie, muziek en kunst.

## Locatie
De organisatie heeft sinds 2017 een eigen projecthuis dat gelegen is op de Manchesterstraat in Sint Jans Molenbeek. Deze straat wordt beschouwd als de culturele hotspot van Molenbeek. In deze straat bevindt zich bijvoorbeeld ook Recyclart, De vaartkapoen, La Raffinerie & het decoratelier. Voordat de organisatie zich vestigde in de Manchesterstraat, verbleef ze in de Maximiliaanhal, vlak bij het maximiliaanpark.
Vrijwilligers en bezoekers overnachten er rond evenementen, delen er maaltijden en werken er samen. Dit is de plek om mensen te ontmoeten. Het herbergt ook het kantoor van Cinemaximiliaan, waar het team samen met vele nieuwkomers, vrijwilligers en stagiaires achter de schermen aan het werk zijn.

## Films & Kortfilms
- Screaming in Silence (2018)
- Braided Love (2018)
- CHEERS! (2018)
- After Life (2018)
- Letter from Brussels (2018)
- Transit (2018)
- Undocumented Love (2018)
- me miss me (2019)[3]
- Sharara (2019)
- Maybe Tomorrow (2019)
- Fly on the Wall (2019)
- La Dolce Vita in Damascus (2019)
- Garage Blues (2019)